# Рігатоні

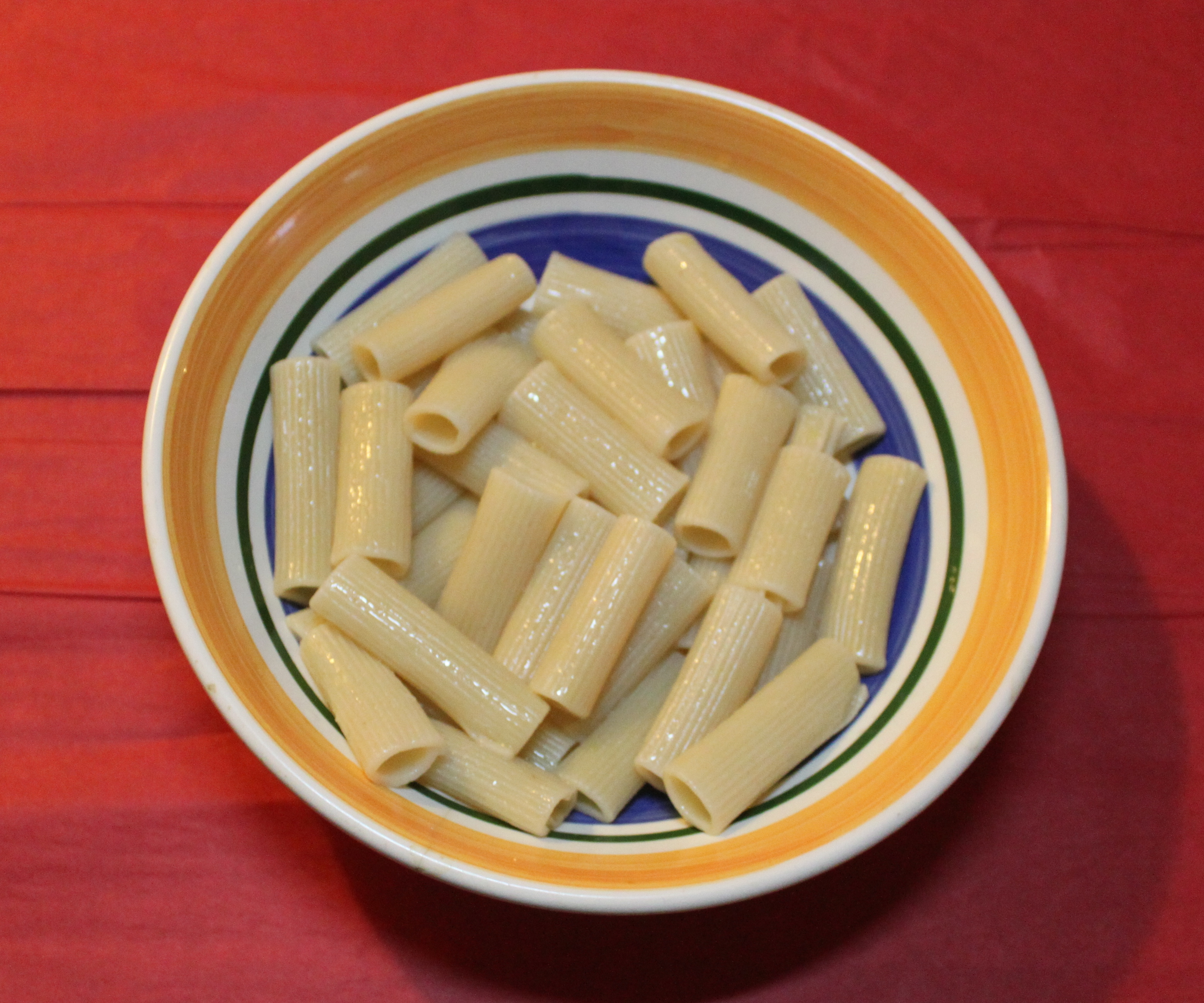
Приготовлені рігатоні невеликого діаметру

Рігатоні (італ. Rigatoni) — це форма пасти у формі трубки різної довжини та діаметру, що походять з Італії. Вони більші за пенне та зіті, а іноді трохи вигнуті, хоча і не такі вигнуті, як макарони. Рігатоні, як правило, мають хребти по довжині (рифлені), іноді спіралеподібні навколо трубки, і на відміну від пенне, кінці рігатоні обрізані під прямим кутом (перпендикулярно) стінкам труб замість діагоналі.
Слово італ. rigatoni походить від італійського слова італ. rigato (італ. rigatone є збільшуванням, а італ. rigatoni — формою множини), що означає «рифлений» або «лійнований», і асоціюється з кухнею південної та центральної Італії. Рігатончіні — це менша версія, близька до розміру пенне. Їх назва приймає зменшувальний суфікс -ino (множина — -ini), що позначає їх відносний розмір.
Рігатоні — особливо улюблена форма макаронних виробів на півдні Італії, особливо на Сицилії. Однойменні рифлені хребти сприяють кращій адгезії поверхні до соусів та тертих сирів, ніж  макаронні вироби з гладкими сторонами, такі як ziti.

## Дивитися також
- Різновиди пасти
- Пенне